# Jackson LaCombe
Pour les articles homonymes, voir Lacombe.
Jackson LaCombe (né le 9 janvier 2001 à Eden Prairie, État du Minnesota) est un joueur professionnel américain de hockey sur glace. Il évolue au poste de défenseur.

## Biographie

### Carrière en club
LaCombe commence sa carrière junior avec le Steel de Chicago dans l'USHL en 2018-2019. Il est choisi au 2e tour, en 39e position par les Ducks d'Anaheim lors du repêchage d'entrée dans la LNH 2019. De 2019 à 2023, il poursuit un cursus universitaire à l'Université du Minnesota. Il évolue quatre saisons avec les Golden Gophers du Minnesota dans le championnat NCAA. Le 11 avril 2023, il joue son premier match dans la Ligue nationale de hockey avec les Ducks face aux Canucks de Vancouver. Le 15 octobre 2023, il enregistre son premier point dans la LNH, une assistance face aux Hurricanes de la Caroline. Il marque son premier but le 20 janvier 2024 face aux Sharks de San José.

### Carrière internationale
Il représente les États-Unis au niveau international. Il prend part aux sélections jeunes. Il honore sa première sélection senior le 4 mai 2025 lors d'un match amical face à l'Allemagne.

## Trophées et honneurs personnels

### B1G
- 2019-2020 : nommé dans l'équipe des recrues.
- 2020-2021 : nommé dans la première équipe des étoiles.
- 2021-2022 : nommé dans la deuxième équipe des étoiles.

## Statistiques

### En club
| Saison    | Équipe                      | Ligue |    | Saison régulière | Saison régulière | Saison régulière | Saison régulière | Saison régulière |   | Séries éliminatoires | Séries éliminatoires | Séries éliminatoires | Séries éliminatoires | Séries éliminatoires |
| Saison    | Équipe                      | Ligue | PJ | B                | A                | Pts              | Pun              | PJ               | B | A                    | Pts                  | Pun                  |                      |                      |
| 2018-2019 | Steel de Chicago            | USHL  | 3  | 0                | 0                | 0                | 0                | 2                | 0 | 0                    | 0                    | 0                    |                      |                      |
| 2019-2020 | Golden Gophers du Minnesota | B1G   | 37 | 3                | 10               | 13               | 14               | -                | - | -                    | -                    | -                    |                      |                      |
| 2020-2021 | Golden Gophers du Minnesota | B1G   | 27 | 4                | 17               | 21               | 8                | -                | - | -                    | -                    | -                    |                      |                      |
| 2021-2022 | Golden Gophers du Minnesota | B1G   | 39 | 3                | 27               | 30               | 12               | -                | - | -                    | -                    | -                    |                      |                      |
| 2022-2023 | Golden Gophers du Minnesota | B1G   | 37 | 9                | 26               | 35               | 13               | -                | - | -                    | -                    | -                    |                      |                      |
| 2022-2023 | Ducks d'Anaheim             | LNH   | 2  | 0                | 0                | 0                | 0                | -                | - | -                    | -                    | -                    |                      |                      |
| 2023-2024 | Ducks d'Anaheim             | LNH   | 71 | 2                | 15               | 17               | 24               | -                | - | -                    | -                    | -                    |                      |                      |
| 2024-2025 | Ducks d'Anaheim             | LNH   | 75 | 14               | 29               | 43               | 28               | -                | - | -                    | -                    | -                    |                      |                      |

### En équipe nationale
| Année | Compétition                 |    | PJ | B | A | Pts | Pun | +/-           |  | Résultat |
| 2021  | Championnat du monde junior | 6  | 0  | 1 | 1 | 0   | -1  | Médaille d'or |  |          |
| 2025  | Championnat du monde        | 10 | 2  | 3 | 5 | 2   | +11 | Médaille d'or |  |          |